# 坎波拉塔罗
坎波拉塔罗（義大利語：Campolattaro），是意大利贝内文托省的一个市镇。总面积17.5平方公里，人口1103人，人口密度63.0人/平方公里（2009年）。ISTAT代码为062013。